# خانه حبیب محسنی ۲
خانه حبیب محسنی ۲ در شهرستان فومن، شهرک تاریخی ماسوله واقع شده و این اثر در تاریخ ۲۵ اسفند ۱۳۸۰ با شمارهٔ ثبت ۵۲۴۹ به‌عنوان یکی از آثار ملی ایران به ثبت رسیده است.